# パモ酸
パモ酸(Pamoic acid)またはエンボン酸(embonic acid)は、ナフトエ酸誘導体である。2-ヒドロキシ-3-ナフトエ酸とホルムアルデヒドの反応で形成される。医薬品においては、水に溶けにくく吸収の悪い薬剤に対して、水溶性を改善するための対イオンとして用いられる。
パモ酸は、オーファン受容体であるGタンパク質共役受容体GPR35に対するアゴニスト活性を持ち、これにより、細胞外シグナル調節キナーゼとβ-アレスチン2を活性化することで、痛覚抑制効果を示すことが示されている。一般的には不活性化合物とみなされているが、これらの研究から再検討の必要性が議論されている。